# نوم‌وین
نُم‌وین یک آب‌سنگ حلقوی بزرگ، روستا و (به همراه آب‌سنگ حلقوی فایو) منطقه شهرداری در جزایر هال، ایالت چوک، ایالات فدرال میکرونزی است. 
آب‌سنگ حلقوی نوم‌وین در ۹ کیلومتر (۵٫۶ مایل) جنوب باختر آب‌سنگ حلقوی موریلو و ۸۲ کیلومتر (۵۱ مایل) شمال تالاب چوک قرار دارد. این دو آب‌سنگ حلقوی با یکدیگر، «جزایر هال» را تشکیل می‌دهند.

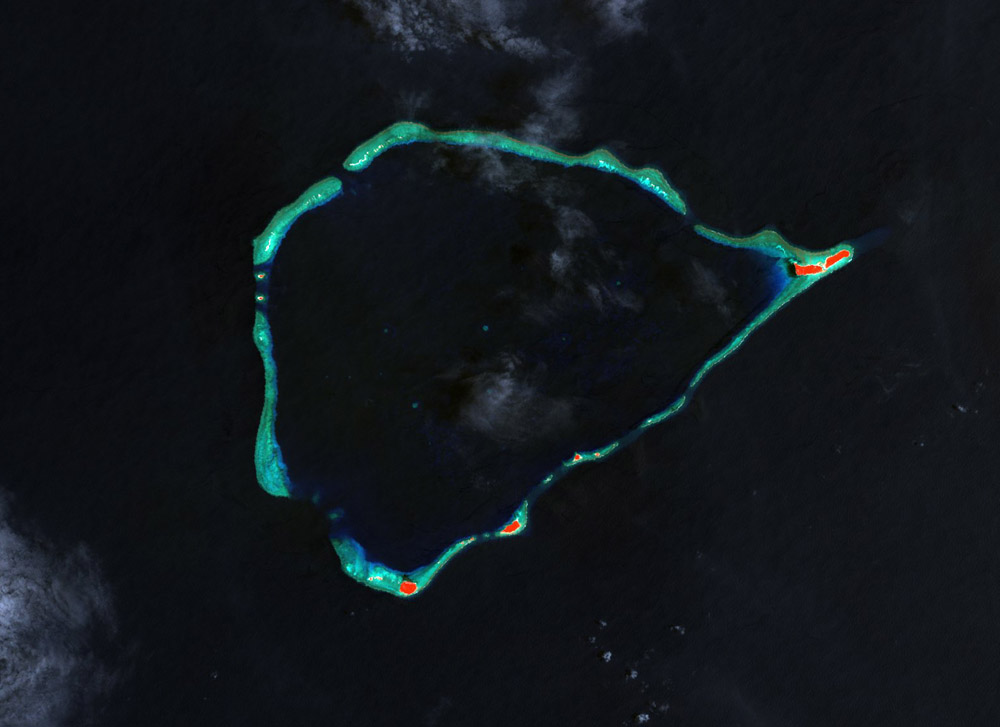
آب‌سنگ حلقوی نُم‌وین از دید ماهواره اداره کل ملی هوانوردی و فضا (ناسا)